# مگاصیص (دشت آزادگان)
مگاصیص، روستایی از توابع بخش مرکزی شهرستان دشت آزادگان در استان خوزستان ایران است.

## جمعیت
این روستا در دهستان حومه‌غربی قرار دارد و براساس سرشماری مرکز آمار ایران در سال ۱۳۸۵، جمعیت آن ۵۸۴ نفر (۸۶خانوار) بوده‌است.